# Ronald F. Maxwell
 Ronald Fitzgerald Maxwell
Ronald Fitzgerald Maxwell (nacido el 3 de enero de 1949) es un director y guionista de cine independiente nacido en Clifton, Nueva Jersey. Es mayormente conocido por dirigir la película de 1993 Gettysburg y la de 2003 Gods and Generals, sobre la guerra civil estadounidense. La tercera parte de la trilogía sobre la Guerra civil, escrita por Michael Shaara y su hijo Jeffrey Shaara, The Last Full Measure, está aún a falta de financiación. Tras el estreno de las dos primeras partes, Ted Turner, abandonó el proyecto debido a la pobre acogida de Gods and Generals.
Nacido en Nueva Jersey, Maxwell cursó estudios en la Clifton High School. Graduado por la Universidad de Nueva York (NYU) Institute of Film a finales de los sesenta, es miembro de la Writers Guild of America, East, Directors Guild of America y de la Academia de las Artes y las Ciencias Cinematográficas de Hollywood.

## Filmografía
- Sea Marks (1976) (TV)
- Verna: U.S.O. Girl (1978) (TV)
- Little Darlings (1980)
- The Night the Lights Went Out in Georgia (1981)
- Kidco (1984)
- Parent Trap II (1986) (TV)
- In the Land of the Poets (1987)
- Gettysburg (1993)
- Gods and Generals (2003)
- Resistencia: The Civil War in Nicaragua (2007)